# Bengt Andersson Qvist
Bengt Andersson Qvist (* 21. Oktober 1726; † 14. Oktober 1799 in Stockholm) war ein schwedischer Mineraloge, Bergbau- und Hüttenexperte und Chemiker.

## Leben
Qvist wuchs in Åmot, Gästrikland auf. Er studierte ab 1743 an der Universität Uppsala und war ab 1747 Auskultant am Bergskollegium in Stockholm. Dort war er ein Freund und Kollege von Sven Rinman. 1770 wurde er zum Bergmeister ernannt und ab 1771 war er am Aufbau eines Stahlwerks bei Stockholm nach englischen Vorbildern beschäftigt, das 1776 den ersten Betrieb aufnahm (es gab aber weitere Verzögerungen, da Material für widerstandsfähige Tiegel entwickelt oder beschafft werden musste). Zuvor hatte Qvist 1766/67 England bereist und dort die Eisen- und Stahlproduktion studiert, worüber er einen Bericht veröffentlichte. Für den Bau des Stahlwerks ließ er sich zwei Jahre vom Bergskollegium beurlauben. 1782 stieg er zum Assessor am Bergskollegium auf. Er suchte mit seinem Schwager, dem Apotheker Frans Joachim von Aken, Steinkohle für die Hochöfen in Schweden und war weiter auf der Suche nach geeignetem Material für Schamotte-Steine.
Er spielte eine Rolle bei der Entdeckung von Molybdän. Dieses kam in der Natur in Form von Molybdänglanz vor und wurde häufig mit Bleiglanz (Galenit) oder Graphit verwechselt. Qvist wies 1754 nach, dass Molybdänglanz kein Blei enthielt. Dargestellt und als Element erkannt wurde Molybdän erstmals 1778 von  Carl Wilhelm Scheele.
1769 wurde er Mitglied der Königlich Schwedischen Akademie der Wissenschaften.
Er ist nicht mit Bengt Bengtsson Qvist zu verwechseln, einem Cousin, der in der finnischen Eisenindustrie aktiv war.